# Campeonato Mato-Grossense de Futebol de 2020
O Campeonato Mato-Grossense de Futebol de 2020 ou Campeonato Matogrossense Martinello Sicredi 2020, por motivos de patrocínio, foi a 77ª edição do torneiro realizado no estado de Mato Grosso e organizado pela Federação Mato-Grossense de Futebol. O campeonato contou com a participação de 10 equipes. Em 18 de março, a Federação Mato-Grossense de Futebol suspendeu o campeonato por tempo indeterminado devido à recente pandemia de COVID-19.

## Regulamento
Na primeira fase, as dez equipes enfrentam-se em turno único, todos contra todos. As oito melhores se classificam para as quartas de final, enquanto os dois últimos colocados são rebaixados. Nas quartas de finas, os oito times disputam os jogos em sistema de ida e volta. Classificam-se para as semifinais os vencedores dos confrontos.
A semifinal e final serão no sistema de ida e volta. No caso de empate em pontos, vale o saldo de gols e, persistindo a igualdade, a decisão de vaga ou título vai para a disputa de pênaltis. Os três primeiros colocados representarão Mato Grosso na Copa do Brasil de 2021 e o campeão na Copa Verde de 2021. Já os dois melhores colocados ganharão vaga no Série D de 2021.

### Critério de desempate
Os critério de desempate foram aplicados na seguinte ordem:
1. Maior número de vitórias
2. Maior saldo de gols
3. Maior número de gols pró (marcados)
4. Sorteio

## Equipes participantes
| Aumento | Equipes promovidas da 2ª Divisão de 2019 |

| - Equipe                                         | Cidade             | Em 2019 | Estádio            | Material Esportivo | Títulos             |
| ------------------------------------------------ | ------------------ | ------- | ------------------ | ------------------ | ------------------- |
| Associação Atlética Araguaia                     | Barra do Garças    | 6º      | Zeca Costa         |                    | 0 (não possui)      |
| Clube Esportivo Operário Várzea-Grandense - CEOV | Várzea Grande      | 2º      | Dito Souza         | Invicttus          | 12 (último em 2002) |
| Cuiabá Esporte Clube                             | Cuiabá             | 1º      | Arena Pantanal     | Umbro              | 9 (último em 2019)  |
| Clube Esportivo Dom Bosco                        | Cuiabá             | 8º      | Arena Pantanal     | Tubarão            | 5 (último em 1991)  |
| Luverdense Esporte Clube                         | Lucas do Rio Verde | 4º      | Passo das Emas     | Kanxa              | 3 (último em 2016)  |
| Mixto Esporte Clube                              | Cuiabá             | 7º      | Arena Pantanal     | Invicttus          | 23 (último em 2008) |
| Nova Mutum Esporte Clube                         | Nova Mutum         | 1º (2ª) | Valdir Doilho Wons | Umbro              | 0 (não possui)      |
| Poconé Esporte Clube                             | Poconé             | 2º (2ª) | Neco Falcão        | Chiroli            | 0 (não possui)      |
| Sinop Futebol Clube                              | Sinop              | 5º      | Gigante do Norte   |                    | 3 (último em 1999)  |
| União Esporte Clube de Rondonópolis              | Rondonópolis       | 3º      | Caldeirão          | Tolledo            | 1 (em 2010)         |